# Бубновка (Иркутская область)
Бубно́вка — упразднённый посёлок в Киренском районе Иркутской области. Образовывал Бубновское муниципальное образование. Упразднён в 2019 г.

## География
Находился в 10 км к юго-востоку от районного центра, города Киренска, на правом берегу Лены, выше впадения в неё реки Черепанихи.

## Пожар и закрытие посёлка
28 апреля 2017 года в посёлке произошёл крупный пожар, в результате которого сгорели 59 домов из 88, школа, детский сад и сельская администрация. Ситуация осложнялась ветром силой более 20 метров в секунду, а также ледоходом на Лене, в результате которого населённый пункт оказался отрезанным от большой земли. Без крова остались сотни местных жителей, одна женщина пострадала.
Президент РФ поручил правительству РФ совместно с правительством Иркутской области до 25 июня 2017 года принять все необходимые меры по закрытию поселка. 22 мая 2019 года депутаты Законодательного Собрания Иркутской области приняли постановление об упразднении поселка Бубновка. Несмотря на проводимые мероприятия по закрытию поселка, на 01.01.2019 г. в населенном пункте числится проживающими 214 человек.

## Население
| 2002 | 2010 | 2011 | 2012 | 2013 | 2014 | 2015 |
| ---- | ---- | ---- | ---- | ---- | ---- | ---- |
| 766  | ↘569 | ↘568 | ↘542 | ↘530 | ↘503 | ↘492 |
| 2016 | 2017 |      |      |      |      |      |
| ↘488 | ↘474 |      |      |      |      |      |

На апрель 2017 года население составляло 435 человек, насчитывалось 86 домов. В настоящее время населённый пункт упразднён, все его жители переселены.